# داميان واين
داميان واين (بالإنجليزية: Damian Wayne)‏ هو بطل خيالي خارق، وأحياناً بطل مخالف للعرف، يظهر في الكتب المصورة الأمريكية التي تنشرها دي سي كوميكس، عادة بالتعاون مع باتمان. وهو ابن باتمان وتاليا الغول، وبالتالي هو حفيد عدو باتمان الشرير رأس الغول.ظهرت الشخصية في الأصل كطفل غير مسمى في قصة 1987 باتمان: ابن الشيطان، والتي لا تعد في ذلك الوقت قانونية. بعد ذلك، تناولت العديد من قصص الكون البديل حياة الشخصية، وأعطته أسماء مختلفة. في عام 2006، اُعيد تفسير الشخصية على أنها داميان واين من قبل غرانت موريسون، وعرضها في الاستمرارية الرئيسية في باتمان #655، العدد الأول لقصة «باتمان واين».داميان واين هو الشخصية الخامسة التي تتولى دور روبن، شريك باتمان المقتص. بعد أن ترعرع في المختبر، تُرك داميان واين في مرحلة ما قبل المراهقة من قبل والدته في رعاية والده، الذي لم يكن يعلم بوجود ابنه. وهو عنيف وذو شأن ذاتي وقد تدرب من قبل عصابة القتلة، وتعلم القتل في سن مبكرة، الأمر الذي يزعزع العلاقة مع والده، الذي يرفض القتل. ومع ذلك، فإن فارس الظلام يهتم بنسله المفقود. بعد أحداث باتمان R. I. P. و باتمان: معركة القلنسوة يأخذ داميان دور روبن في سن العاشرة،  ليصبح خامس شخص يجسد شخصية روبن. عمل لأول مرة مع ديك غرايسون قبل الذهاب للعمل جنباً إلى جنب مع والده، عند عودة باتمان الأصلي. استمر في العمل كروبن حتى عام 2013 في باتمان، إنك. #8، الذي قتل فيه على يد هيريتيك، عميل والدته واستنساخه المصطنع. في عام 2014 باتمان وروبن المجلد.2، #37، يقوم باتمان بأحياء داميان واين.في عام 2013، وضع داميان واين في المرتبة 25 على قائمة آي جي إن لأفضل 25 بطل في دي سي كومكس. وحل في صدارة الترتيب في قائمة آي جي إن لأفضل عشر روبن والمرتبة 6 في قائمة نيزاراما لأكثر 10 شخصيات كوميكس شعبية أدخلت في السنوات الـ 25 الماضية.

## تاريخ النشر
الطفل من أبن الشيطان كان يستخدم كنسخة أحتياطي في قصص مختلفة قبل ظهوره كداميان واين.
في عوالم أخرى قصة «أخوية الوطواط» (1995), تظهر نسخة تدعى تالانت واين يخوض حروب ضد جده رأس الغول. تتميز «أخوية الوطواط» بمستقبل يكتشف فيه رأس الغول كهف الوطواط بعد وفاة بروس واين، ويُلبس عصبة القتلة أزياء باتمان المتنوعة على أساس التصاميم المرفوض من واين. وتنضم تاليا ونجل بروس إلى جماعة الإخوية في زي والده، لتدميرها من الداخل.
في قدوم المملكة (1996) بواسطة مارك ويد وأليكس روس، الذي عملت كمستقبل محتمل لقانون ذلك الوقت، يدعى أبن باتمان وتاليا بأسم أبن الخفاش Ibn al Xu'ffasch، وهو عضو في الدائرة الداخلية لـليكس لوثر. يقع في حب نجمة الليل، أبنة ديك غرايسون وستارفاير. ويعمل كوكيل مزدوج لباتمان في منظمة لوثر. في رواية إليوت إس! ماغين لقدوم المملكة، يقول أبن الخفاش لبروس بأن والدته تاليا لا تزال على قيد الحياة وتعمل كأم عليا في الهند، إحدى خليفات الأم تيريزا. يظهر أبن الخفاش في تتمة وايد 1999 المملكة.
المملكة: يظهر أبن الخفاش ذكريات الماضي التي ألقت بصيرة جديدة في تاريخ ابن الخفاش: حيث رباه رأس الغول ليكون وريث إمبراطوريته، وفي النهاية يقتل جده (قطع رأسه لمنعه من التجدد)، وسعى للعلاج من الطبيب النفسي الدكتور جيبسون. تم تجنيده في النهاية من قبل ريب هانتر لمحاولة إيقاف رجل مجنون يدعى غوغ من تغيير تاريخه. يعمل مع عدة أبطال آخرين من جيله - كيد فلاش، أبنة البرق (والى ويست)؛ نجمة الليل (أبنة جناح الليل وستارفاير) و أوفسبرينغ، أبن الرجل البلاستيكي.
في عصبة باتمان (2001)، تتمة لأخوية الوطواط، يقود تالانت فريقه الخاص من الباتمان المختلفين لمحاربة الطاعون إرث الغول. خلال المعركة، يكتشف تالانت بأن جده هو الذي قتل والده ثم أستنسخه. حتى أن راس أرسل الأستنساخ ليقتل أبنته. ولأن وفاة والديه على يد راس، أكمل تالانت مسار والده المأساوي كباتمان. فارس الظلام الجديد يريد تحقيق العدالة لوالديه مع محاولة منع جده، بينما يضطر إلى محاربة أستنساخ والده.
توسع قصة غرانت موريسون بعنوان باتمان وأبن (2006) على قصة أبن الشيطان كجزء من إعادة عرض شخصية باتمان بعد أحداث الأزمة اللانهائية. في نسخة موريسون، فإن الطفل داميان واين هو نتيجة لمحاولة بين باتمان وتاليا، حيث أدعى فارس الظلام بأنه كان مخدراً عندما كانوا في مدار السرطان، على الرغم من أعتراف موريسون في وقت لاحق بأن المطالبة بالتخدير كان خطأ قانوني في الجزء الخاص به. منذ ذلك الحين ومع ذلك في أعداد موريسون لـباتمان إنكوربوريتد، تم تأكيد إعادة التخدير، وهو مرة أخرى جزء من أصل داميان. لكن في قصة أرتقاء روبن: أوميغا، يقلب توماسي قضية التخدير. بروس، عندما يحكي قصة داميان، ينطوي على أنه كان بالتراضي [لا التخدير] بقوله إنه تبع قلبه: «لقد تركت قلبي ينقض رأسي».
يُحدد العدد الأخير من 52 (2008) قدوم المملكة التي تعوِّل الكون البديل بأسم الأرض-22، مما يجعل نسخة أبن الخفاش من كون دي سي المتعدد وداميان واين في الكون المتوازي. تكشف فرقة العدالة الأمريكية المجلد. 3 #22 (2009) بأنه سيتزوج في نهاية المطاف من نجمة الليل وسيرزقون بأبن وأبنه.

## السيرة الذاتية للشخصية الخيالية

### باتمان وابنه
أصل داميان غير معروف لباتمان. كان داميان، الذي كان أحد الأطفال المكملة وراثيًا ونما في بطن أصطناعية، ليصنع محاربًا هائلاً. ربته أمه تاليا الغول وعصبة القتلة. وأصبح فنانًا عسكريًا موهوبًا قبل سنوات مراهقته، وفي ذلك الوقت تكشف تاليا عن وجود داميان إلى بروس واين وتتركه في عهدة باتمان في محاولة لعرقلة عمل باتمان.
كان داميان دموياً، ومبهماً، وعنيفاً، خاض معارك ضد تيم درايك، الذي أراد أن يحل محل روبن، ويلكم تيم نحو التيرانوصور في كهف الوطواط عندما يوقف تيم القتال لمساعدته. يهرب داميان، وهو يرتدي زي روبن المتنوع المصنوع من سترة وقناع جيسون تود القديم، ومجموعة متنوعة من معدات عصبة القتلة، ويصل إلى شجار مع الشرير سبوك. على الرغم من كونه مضللاً، يبدو داميان راغبًا بصدق في مساعدة حرب بروس على الجريمة لأنه أبن بروس ويريد الحصول على موافقته. لسوء الحظ، بسبب الطريقة التي نشأ بها، يفتقر داميان إلى أي نوع من الحس السليم فيما يتعلق بالسلوك الأجتماعي، ويعتقد بأنه لكي يقبله والده، يجب عليه قتل أي منافسين، بما في ذلك تيم دريك. هذا يزعج علاقته مع باتمان، الذي يتعهد بأنه لن يقتل أبداً. ومع ذلك، بسبب قدرته الأبوية على داميان، باتمان، التي أصبح يمارسها على بعض المستويات، حي أنه متفائل من قبل فرصة الأبوة التي حظى بها.
في النهاية، يواجه باتمان تاليا لتأكيد هوية داميان الحقيقية، ولكن سرعان ما يُحاصر كل من تاليا وداميان في انفجار. ينجو داميان من الانفجار. ومع ذلك، فإن جسم داميان المصاب بجرح خطير يتطلب زراعة أعضاء محصودة، والتي تطلب والدته من أطبائها القيام بها. ويشفى داميان بعدها.

### قيامة رأس الغول
بداية باتمان السنوي #26 («رأس الشيطان»)، تاليا تأخذ داميان إلى المناطق النائية الأسترالية، حيث يتم تلقينه التاريخ السري لجده رأس الغول. لا تدرك تاليا أن خادمًا سابقًا لرأس، وأسمه الشبح الأبيض، يخطط لأستخدام داميان كتضحية لعودة راس إلى الأرض. هذه العملية بالطبع ستقتل داميان. وتستطيع تاليا إنقاذ أبنها من مصيره في اللحظة الأخيرة.
لا يزال راس قادرًا على العودة، ولكن كجثة متعفنة ومشوهة، لا يزال بحاجة إلى داميان لتثبيت شكله. يهرع داميان لتنبيه باتمان، ولكن يتابعه جده الشرير. عند دخوله إلى عزبة واين، يحاول داميان نقل (تيم درايك) إلى حقيقة أن راس قد عاد. تيم، غير المصدق بنوايا داميان، لا يصدق قصته ويبدأ بقتاله. يهرب داميان ويلتقي الفريد. وقبل أن يتمكن من نقل أخباره بشكل فعال، يتعرض لهجوم من تيم، الذي يرى أن محاولة داميان للمساعدة في تعثر ألفريد بمثابة هجوم، وتتجيد معركتهما. بينما يتقاتلان، يقترب أعضاء عصبة القتلة من العزبة بقصد قتل جميع الآخرين في الداخل وإحضار داميان إلى رأس على قيد الحياة. يقاتل داميان وتيم جنباً إلى جنب ضد رأس وأتباعه. يُعاق تعاونهم بسبب فلسفاتهم المختلفة جداً في المعركة. داميان على أستعداد لخيانة تيم في أي لحظة من أجل سلامته. راس يمسك بالأثنتين ويخبر باتمان أنه سيستخدم أحدها لجسده. فيقدم باتمان جسده بدلاً من ذلك.
يرفض راس العرض، ويشعر بأنه يحتاج إلى شخص أصغر في العمر. الخيارات هي تيم أو داميان. يقدم باتمان بديلاً ثالثًا: «نافورة الجوهر» التي تحتوي على صفات ينبوع لازاروس. يذهب باتمان وراس للبحث عن النافورة، تاركين تيم، داميان، جناح الليل، ألفريد بيني وورث وتاليا لمحاربة المعلم. يترك داميان والدته وتيم إلى مصيرهم المجهول، بينما يذهب لينضم مع والده. ينتهي به مقبوضاً عليه من قبل راس ويكاد يفقد حياته. ينجح باتمان والآخرون في إنقاذه، وتأخذ تاليا أبنها وتهرب.
محادثة لاحقة بين تيم وألفريد يعني أن باتمان قد أجرى أختبار الحمض النووي على داميان. ويقول ألفريد بأن بروس كان ينوي إخباره بالنتائج عندما يحين الوقت المناسب. في هذا، يدرك تيم بأن داميان هو أبن بروس، ويصيح «أبن شيطان هو أخي؟»

### باتمان R. I. P.
قبل بدء غرانت موريسون «باتمان R. I. P.» قصة قوس في باتمان #675, يستشعر داميان بأن شخصاً ما في الخارج للحصول على باتمان. رداً على ذلك، تبدأ تاليا صياغة خطة تشمل المفوض جيمس غوردون، الذي تنقذه تاليا وداميان من عُزبة واين المفخخة بينما يبحثان عن باتمان، الذي هو الآن مجنون ومفقود.
سباق داميان وألفريد لمساعدة باتمان ضد القفاز الأسود في سيارة الوطواط. داميان، الذي يقود، يصدم سيارة إسعاف من على جسر دون أي علامة على الندم أو حتى القلق. عندما يأنبه ألفريد، يتراجع داميان عن تهديده. كان الراكب الوحيد في سيارة الإسعاف هو الجوكر.

### معركة القلنسوة
في جناح الليل #153 (2009)، يظهر داميان في رعاية ألفريد ويتم تدريبه من قبل ديك غرايسون (الأسم المستعار جناح الليل).
عند بداية باتمان: معركة القلنسوة، يبدو أن داميان يقيم الآن في غوثام، ويعيش تحت قيادة جناح الليل (إلى حد ما). حيث قبل أن يصور داميان كشخصية متغطرسة وشريرة، يبدو أن «موت» والده قد أرجأه إلى عقلية أكثر طفولية، كما هو موضح عندما يتنافس في سباق ركوب السيارات مع فتاة أكبر سناً. يتم أكتشاف هذا من قبل أوراكل، الذي يقذف الفتاة ويسيطر على سيارة الوطواط، عازمة على أخذ داميان للمنزل. يتم عرقلة السيارة من قبل كيلر كروك وآيفي السامة، الذان يستعدان لقتل داميان. يتم أكل الفتاة الأكبر سناً (رفيقة داميان) لاحقا من قبل كيلر كروك. ويتم إنقاذ داميان من قبل جناح الليل الذي ينتهي في محاصرته من قبل رجال القناع الأسود، حتى يظهر شخصية قاتلة تفيد بأنه باتمان (يُكشف لاحقاً بأنه جايسون تود). على الرغم من أن تود قام بإطلاق النار، إلا أن داميان يتعافى وينقذ تيم درايك من السقوط حتى الموت داخل كهف الوطواط الخاص بجايسون. عندما يعلق غرايسون عباءة جناح الليل ليصبح أحدث باتمان، ويختار داميان ليحمل عباءة روبن إلى جانبه.

### باتمان: الولادة من جديد
على الرغم من أنه أصبح روبن لغرايسون باتمان، يكشف داميان بأنه لا يهتم كثيراً بأخيه الأكبر، ولا يحترمه مثل باتمان وأن الأخير سيضطر إلى كسبه. في عمل التحدي، يقرر داميان جعل عباءة روبن مستقلة عن عباءة باتمان ويقرر إيقاف الدكتور فوسفور من أختراق مشروع قدموس، لكنه فشل فشلاً ذريعاً وأنقذه ديك. ثم يبدأ ديك بتدريب داميان على كيفية أن يصبح روبن الجديد بشكل صحيح ويطور الأثنان أسلوبهما الخاص في مكافحة الجريمة. ثم يبدأ داميان يهز تيم درايك لأنه لم يتم أختياره على أنه روبن، مما يتسبب في فوز تيم بقسوة على داميان، فقط ليوقفه ديك.
بعد أن يغادر تيم، يبدأ داميان في المشاركة في ألعاب الشطرنج مع هاش، ويزوره سراً ضد أوامر ديك. عندما سأل إليوت عن سبب قيام داميان بزيارته خلف ظهر عائلة الوطواط، يرفضه داميان كرغبته في الحفاظ على شركة إليوت. يخطئ إليوت أن داميان يستخدم تشبه بروس إلى «قضاء بعض الوقت مع رجله القديم». ثم يواجه ديك وداميان شريراً يدعى البروفيسور بيغ، الذي أنشأ جيشاً يدعى دولوترونس. يأخذ ديك ودميان الجيش بأكمله ويبدأآن في تشكيل علاقة أخوية. يلوم داميان نفسه لعدم قدرته على إنقاذ دولوترون واحدة، وهي فتاة تدعى ساشا، ولكن دون علمه، يتم أنقاذ الفتاة من قبل جايسون تود، الذي يطلق النار على داميان، وبذلك يصبح روبن الجديد المقابل الآخر في القلنسوة الحمراء لا-توقف-الحرب المحضورة ضد الجريمة (قاعدة القلنسوة الحمراء هو «السماح للعقوبة لتتناسب مع الجريمة»).
ثم يقوم داميان وديك بمهاجمة فايرفلاي، الذي يحاول قتل القناع الأسود. فيكتور زساسز يهزم روبن وينقذ القناع الأسود بينما ديك يأخذ فايرفلاي. هذه الأحداث تتسبب في هروب هاش، مما يتسبب في زرع داميان للمزيد من الكراهية للمجرم. داميان موجود عندما يتم تعيين ديك في فرقة العدالة الأمريكية، عند سماع مطالب داميان إلى جانب ديك، ولكن يتم تجاهل مطالبه على الفور. يتم إنقاذ داميان مرة أخرى من قبل ديك، بمساعدة عزرائيل، بعد أن حاول رجل يدعى آمون التضحية به. وتعود ساشا، التي يطلق عليها الآن سكارليت من تود، وتهاجم روبن، بينما يهاجم جيسون ديك، يتنافس الثنائيان حتى وصول فلامنغو، الذي يشل داميان مؤقتًا. تُصلح تاليا العمود الفقري لدميان، لكنها تضع جهازًا متصلًا بدماغه مما يسمح لها بالتحكم في كل حركاته.
في الوقت الذي يمر فيه ديك ودميان بأحداث مختلفة معًا، مثل ضد القناع الأسود والليلة السوداء وجيش باتمان المستنسخ، فإن الوصيتين أكثر من ذلك، مما يدفع تاليا إلى إعطاء السيطرة على الشاشة إلى ديثستروك الذي يحاول أستخدامها. لقتل ديك. من خلال العمل معًا، يتمكن ديك ودميان من إيقاف ديثستروك. بما أنّ ديك يهتم قليلاً للمشاكل ماليّة من مشاريع واين، رغم أنه يرث من بروس مع تيم، قرر داميان إشراك نفسه وتمكينه من إقناع مجلس الإدارة. في حين أنه لا يرفع دعوى قضائية ضد ديك، بسبب عدم تعيين غرايسون كوريث مؤسسة واين، بل هو عضو رفيع المستوى، فهو يقوم بذلك ضد تيم، الذي كان أسمه وريثًا لمؤسسة واين.

### روبن الأحمر
داميان في السنة الثانية يبدأ كروبن بأثارة ضجة، كما أنه أختار هذه المرة معركة ضد سلفه روبن الأحمر. يجذب تيم، الذي كان يحتفظ بقائمة المجرمين والمهام التي يسميها بقائمة الضرب، يغضب داميان عندما سخترق قائمة الضرب ويكتشف طبقة مخفية من الحلفاء إلى عائلة-الوطواط التي تعتبر تهديدات محتملة من قبل تيم. يجد داميان نفسه في هذه القائمة. خلال بعثة للحماية، يقوم داميان بقطع حبل تيم، مما جعله يسقط من أرتفاع كبير. ينجو تيم، ويسحب داميان إلى مشاجرة شاملة، وتنتهي أمام المسرح حيث قتل والدا بروس واين. يتم إيقاف الاثنين من قبل باتمان، الذي يعاقبهما لقتالهما أمام المسرح الذي ولد فيه باتمان. ثم يدخل الاثنان في هدنة مضللة لما تبقى من ظهور داميان في السلسلة. يقترح ديك تغيير كلمة السر لقائمة الضرب إلى أوليفر أبن العم، حيث أن داميان ليس لديه أهتمام يذكر بمراجع ثقافة البوب ولن يخمنه أبدًا. لاحظ ديك أن أسمه غير مدرج في القائمة ويؤكد تيم أنه بسبب أن ديك هو الوحيد الذي يثق به تيم ضمنيًا.

### الليلة السوداء
بعد أخذ جمجمة بروس من قبره، يقرر داميان وديك جلب بقية هيكله، جنباً إلى جنب مع أجداد داميان من الأب، إلى قاعدتهم تحت برج واين. يهتز داميان تماماً من عظامه. في طريقه إلى الكهف، يستحوذ ديدمان على جسد ديك، حيث يدمر داميان بالأرتباك. ثم يمتلك ديدمان ويترك جسد داميان، ثم يمرر معرفته بهجوم الفانوس الأسود عليه. ثم يعد ببطلان أعتداء الفوانيس السوداء على غوثام. بعد مداهمة مستودع الحرس الوطني التابع للجيش الأحتياطي، ديك، داميان، ووصول تيم دريك، قادرون على إنقاذ المفوض غوردون، أوراكل، وضباط الشرطة الباقين على قيد الحياة في مركز مدينة غوثام من النسخ التي تم إحياءها من أعضاء أشرار فارس الظلام الأصلي. ومع ذلك، يجدون أنفسهم في مواجهة مروعة مع والدي غرايسون وتيم دريك المبعوثين كفوانيس سوداء. يرسل ديك وتيم داميان مع غوردون إلى قاعدتهم تحت الأرض بينما يحاربون الفوانيس السوداء. في النهاية يأمر ديك داميان من خلال روابطهم لإرسال واحد من الجناحين معه بسلاح السيد فريز. يستخدم غرايسون السلاح ليعلق نفسه وتيم، مما يجبر الفوانيس السوداء على التراجع لأنهم غير قادرين على قراءة أي علامة على حياتهم. ديدمان في وقت لاحق ينعش الفتى الأعجوبة السابق.

### عودة بروس واين
تبدأ تاليا بأستنساخ داميان لأنها تدرك بأن أبنها قد أنحاز إلى جانب ديك غرايسون وعائلة الوطواط. أخيراً، يقف داميان على عباءة روبن، ليخبر تاليا أن روبن كان أفضل شيء فعله على الإطلاق، وأن تاليا لا تحتاج إلى إنقاذه من شيء أختار أن يكونه. تظهر تاليا آنذاك لداميان نسخة مستنسخة منه، يراه شقيق داميان الأصغر. تعترف تاليا لداميان، أنه على الرغم من أنها تحبه، فهي أكثر من درجة الكمال في الإعجاب به لأختيار طريق يتحدى هذا الأمر بشكل صارخ، ولذلك فهو لم يعد موضع ترحيب، وسوف يعتبر عدواً لبيت الغول. يجيب داميان بتحدٍ بأنه يأمل أن يكون ذا قيمة. ثم ينظر داميان (كروبن) كفريق واحد مع ديك وألفريد لبدء البحث الخاصة بهم عن بروس واين.
خلال المواجهة مع الشرير الثانوي العائد، المدمن جينيوس، يغضب داميان في البداية من أن غرايسون فشل في القبض على العدو - إضافة إلى أن والده فشل كذلك خلال فترة جينيوس الأصلي عندما كان غرايسون كروبن - ولكن عندما كان ديك يشرح له بأن بروس ترك جينيوس يذهب لأنه أكتشف بأن عمليات سطو جينيوس كانت فقط هي سرقة الأدوية التي يحتاجها حتى يتمكن من العيش طويلاً بما فيه الكفاية لرؤية أبنته تكبر، يدرك بأنه لم يعرف أبوه كشخص، ويعترف بأنه كان هناك أكثر من كونه باتمان.
بعد أن تم الكشف عن أوبيرون سيكستون المقرب من غرايسون ليكون الجوكر متخفياً، يعذب داميان الشرير بضربه بوحشية بمخالفة للحصول على معلومات، معتبراً بأنه دفاع عن النفس حيث كان الجوكر يعتزم مهاجمته. ومع ذلك، كشف النقاب عن عجز الأمير المهرج الواضح بأن يكون خدعة أخرى ويُعجز داميان مع سمه الجوكر المخفي. يعتزم الشرير أستخدام داميان وديك في قتاله ضد أعدائهم المشتركين: القفاز الأسود. مساعدة تصل في شكل باتمان الأصلي. بعد أن يساعد بروس واين ديك وداميان على هزيمة القفاز الأسود والجوكر، يقبل واين أبنه بالإضافة إلى دوره كروبن. على الرغم من مسؤوليات بروس الأبوية لداميان، قرر بأنه يفضل أن يستمر داميان في العمل مع ديك (الذي يحافظ على رداء باتمان والذي يعتبره بروس نموذجًا يحتذى به لأبنه) بدلاً من أن يكون مع نفسه بشكل أساسي، بسبب خططه مع باتمان إنك.

### مراهقو التايتنز
ينضم داميان إلى مراهقو التايتنز عندما يستنتج ديك غرايسون أن الفريق يحتاج إلى روبن، في حين يشعر أيضًا أن داميان سيستفيد من صداقة أبطال آخرين، بعد أن تقدم إلى نقطة يمكن الوثوق فيها بعدم القتل إذا تُرك «بدون إشراف». على الرغم من اعتراض «الفتاة المعجزة» على هذا القرار، إلا أن غرايسون يقنعها بالسماح لدميان بالبقاء في الفريق لأنه يحتاج إلى داميان ليتعلم بأنه يستطيع أن يثق بالآخرين في عدم خداعه، وذلك فقط لتهدئة روعته الأولى مع الفريق عندما يهاجم الخصم بعد أن أقنعته رايفن بالهدوء، مما أثار عدوهم الجديد ليبدأ موجة الدمار مرة أخرى. في نهاية المطاف يبدأ روبن بتطوير علاقة صداقة مع رافاجر، الذي يصل في البداية إلى داميان بسبب تربيتهما المماثلة (والد رافاغر هو قاتل سيء السمعة، ديست تراك). في نهاية المطاف، يأتي تيم درايك إلى التايتنز طلبًا للمساعدة بعد أن تحاول النسخة المكررة من الآلة الحاسبة قتل صديقه المقرب، تام فوكس، وتقرر إعادة الأنضمام إلى الفريق فور أكتمال المهمة. يختار داميان مغادرة الفريق بعد عودة دريك، مستلهمًا بأن مراهقوا التايتنز لا يحتاجون إلى أثنين من روبن، مع إدراك أن زملائه يفضلون العمل مع تيم. عند العودة إلى غوثام، أخبر داميان ديك بأنه على الرغم من أنه قد تم جلبه إلى التايتنز من أجل العثور على أصدقاء، فإنه لم يكن بحاجة، كما كان لديه بالفعل، غرايسون نفسه.
عندما تعود الوطواط الأسود، سلف ستيفاني براون، إلى غوثام، تتعاون هي وداميان معاً خلال عملية مصادرة للقبض على المهندس المعماري، هاجس شرير جديد بتدمير معالم غوثام. داميان يوبخ الوطواط الأسود ويسخر من إرسالها إلى هونغ كونغ من قبل والده، لكنها في النهاية تنقذ حياته بإنقاذه من صالة آيسبيرغ المدمرة. بعد ذلك، يعمل الأثنان معاً لوقف قاذفة من تدمير جسر ضخم، مما ينقذ العشرات من الأرواح في هذه العملية.
في وقت لاحق، يتوجه روبن ومجموعة أخرى من التايتنز السابقين إلى برج التايتنز لمساعدة الفريق خلال معركة ضد سوبربوي-برايم وفيلق الموت. خلال المعركة، يدمر روبن واحدة من نسخ سوبربوي الشرير باستخدام شفرة من الكربتونايت.

### الـ 52 الجديدة
بعد قوس قصة "فلاش بزينت"، تم إرجاع بروس واين كباتمان في عام 2011 بعنوان الـ 52 الجديدة إعادة أطلاق دي سي كوميكس. أعيد ديك غرايسون كجناح الليل، ولا يزال داميان شريكًا لأبيه كروبن. بعد قراءة الرسالة التي كتبها والده في جدول زمني بديل، يقرر فارس الظلام أن الوقت قد حان لاتخاذ خطواته ورائه. يحاول تعليم داميان نفس القيم التي غرسها والديه فيه. ومع ذلك، على الرغم من محاولات بروس لبناء علاقة مع أبنه، لا يزال داميان بعيدًا عن والده، وهو ما يُقلق ألفريد. على الرغم من أن هذه العلاقة توترت أكثر عندما يترك داميان على ما يبدو عُزبة واين للأنضمام إلى الشرير لا أحد. على الرغم من أن داميان لا يقتل في نهاية المطاف لا أحد أمام بروس، إلا أنهم مستعدون للذهاب في الحادث. يذهب بروس إلى حد إخفاء الحدث من ديك وتيم إلى بروس حتى أصبح "أبًا محترماً للغاية.
في أعداد باتمان المتعلقة بـ الجديدة 52 التي حدثت بعد عدد باتمان #14 (عودة الجوكر إلى القصص المصورة)، تم تصوير داميان على أنه مهتم للغاية بمحاربة عدو والده اللدود. كان يبدو دائماً حريصاً على إتخاذ الجوكر، ويفترض مراراً وتكراراً أن الأمور السيئة التي تحدث في غوثام ترتبط بالجوكر بطريقة ما، في توقع مفعم باللقاء معه. في باتمان وروبن المجلد.2، #15، داميان يتحدى أوامر والده بالبقاء في كهف الوطواط والتحقيق في خطف ألفريد. يؤدي التحقيق إلى حديقة حيوانات غوثام حيث يتم الأستيلاء على داميان من قبل الجوكر. يتهم الجوكر داميان والأعضاء الآخرين في عائلة باتمان بأنهم عبء يمنع باتمان من أن يكون أفضل عدو للجوكر. يخبر الجوكر داميان بأن الخوف الأكبر الذي يواجهه باتمان هو المسئول عن موت الآخرين. ثم يعرض الجوكر داميان مع باتمان في مكياج الجوكر، ويذكر بأن داميان يجب أن يقتل باتمان قبل أن يقتله باتمان.  غير راغب بقتل والده، يختار داميان الموت، ولكن الجوكر يقتل باتمان قبل أن يتمكن من التعامل مع ضربة قاتلة. يمر داميان من سم الجوكر ويتضح بأن باتمان مزيف. كما يتعافى داميان من السم، ويعرض الجوكر له مع وقاء زجاجي. يُهزم الجوكر في نهاية المطاف من قبل باتمان، ولكن تم تحطيم الثقة بين باتمان وعائلة باتمان.
وأثناء قصة «لوياثان»، عندما تضع أمه تاليا ثمناً على رأسه ويستهدفه أخطر القتلة المهرة، قام بروس بتلفيق قتل داميان وعزله في كهف الوطواط من أجل حمايته بينما كان متخفياً لمواجهة تاليا وأتباعها. ولكن يهرب ضد رغبات والده، وأرتداء زي جديد تحت أسم الطائر الأحمر.
جنباً إلى جنب مع وينغمان الغامض ومعظم عائلة الوطواط، يتمكن داميان من إنقاذ والده وهزيمة معظم عصبة الظلال. ومع ذلك، يشرح باتمان أن الهزيمة المؤقتة للعصبة لن توقف قوة أكبر للهجوم في وقت لاحق وتدمير المدينة، لذلك توصل إلى القرار المتطرف بأن الحل الوحيد الممكن هو أن يعود داميان إلى والدته، وهو القرار الذي يتسبب في رد فعل عاطفي على داميان كما لم يحدث من قبل.

#### الموت
يُقتل داميان في معركة مع العدو الوحشي، هيريتيك (أستنساخ داميان بالغ) في العدد 8 من المجلد الثاني من باتمان، إنك. الذي تم طرحه للبيع في 27 فبراير 2013. وفقاً لكاتب القصة، غرانت موريسون: «إنه ينقذ العالم. هو يقوم بعمله كروبن. ويموت كبطل مطلق».
في الكوميكس، يقاتل داميان جحافل من أتباع لوياثان في ردهة برج واين عندما يأتي جناح الليل لإنقاذه. وراء الغطاء، يتذكران لفترة وجيزة عن وقتهما معاً كباتمان وروبن قبل أستئناف الدفاع. عندما يصل هيريتيك ويطرح جناح الليل، يحاربه داميان بشجاعة. ومع ذلك، فإن هيريتيك يكتسب في نهاية المطاف اليد العليا ويضرب داميان بصدره، ويخترق السيف قلب داميان ويؤدي إلى موت داميان على الفور تقريباً. بعد دقائق من وفاة داميان، يصل باتمان ويرى جثة داميان. فيغضب، ويحيي المعركة هو وجناح الليل المعركة مع هيريتيك، ولكن في النهاية يجبر على التراجع مع روبن الأحمر، وجسم داميان. بعد عقد جنازة خاصة للصبي المعجزة الساقط، يتعهد بروس بالأنتقام لموت أبنه.
في وقت لاحق في قصة، قداس, يتعامل مع ما بعد وفاة داميان وعطش باتمان للأنتقام ضد تاليا وكذلك حالته النفسية غير المتوازنة بشكل متزايد الناتجة عن هذه الخسارة. دفن بجوار والدي بروس واين، أجداد داميان من الأب. كما أن باتمان غير راغب في قبول وفاة أبنه، ويبدأ البحث عن وسيلة لإحياء داميان على حساب علاقته بأصدقائه وحلفائه، ويبقي موته سراً عن الجمهور. كما أن غياب داميان تسبب في حدوث صراع بين والده ومدربته بالوكالة، كاري كيلي، التي عقدت العزم على معرفة ما حدث له، مما دفعها إلى إدراك أن واين يخبئ سراً.
عندما يعاود باتمان وجناح الليل أخيرًا مواجهة هيريتيك، يتغلبان عليه، وتعاني النُسخة من الضرب الوحشي من كلاهما أنتقاما لموت داميان. باتمان، على الرغم من رغبته في قتل قاتل أبنه أكثر من أي شيء، وجناح الليل لا يعمل أي محاولات لإيقاف مرشده، وفي النهاية يعفي باتمان عن حياة الشرير بعد رؤية تشابهه مع داميان، مدركاً بأن الاستنساخ هو ما تبقى من أبنه. ومع ذلك، في وقت لاحق تاليا تقتل هيريتيك بسبب فشله في قتل باتمان، وتتحدى باتمان إلى مبارزة حتى الموت في كهف الوطواط. لكن تاليا تُقتل بعد مبارزة كاثي ويب، وتم بعد ذلك الكشف عن سرقة جثة داميان من مقبرة عُزبة واين من قبل عصبة القتلة جنباً إلى جنب مع تاليا لخطط ضد باتمان بالإضافة إلى إجراء عملياتهم. وقد تبين أيضاً بأن رأس الغول بدأ في هندسة المزيد من المستنسخين لدميان.

#### الطريق إلى القيامة
بعد انشغاله بسلسلة من الحالات في غوثام، يبدأ باتمان محاولته لأستعادة جثة داميان على الرغم من أدعاء راس بأنه يرغب في إحياء ابنته وحفيده. يواصل باتمان سعيه للخروج من انعدام الثقة تجاه راس. بعد هزيمة أستنساخات داميان نصف المائية المستنسخة مع الرجل المائي، يسعى باتمان إلى مساعدة المرأة المعجزة في مطاردة راس في ثيمسكيرا. على الرغم من محاولات راس لإحياء داميان جنباً إلى جنب مع تاليا في ما مان كان يعتقد أنه كان ينبوع لازاروس في الجزيرة بالإضافة إلى غسل دماغ حفيده للأنضمام إليه بعد ذلك، يكتشف راس بوابة إلى عالم آخر في الموقع السابق للينبوع، كانت المرأة المعجزة وباتمان على علم بها. ويهرب راس مع الجثث بعد ذلك.
بعد أن حدد باتمان وفرانكشتاين موقع راس والأجساد، فقد فات الأوان لأن راس قد نجح في وضعهم في ينبوع لازاروس، تاركاً باتمان خائفاً من مصير داميان. يفشل الإحياء، تاركاً راس ليحقق غطرسته في السماح لهيريتيك بقتل حفيده، ويأسف للسماح لتاليا بأستنساخ داميان. بعد هزيمة راس في القتال، يستعيد باتمان جثة داميان ويهدد جد أبنه من الأم بأنه إذا قام بسرقة جثة أبنه مرة أخرى، فسوف يقتله انتقامًا. في وقت لاحق، واجهوا عضو فرقة دارك سايد غلوديوس غودفري، مبتدئين قصة قوس ارتقاء روبن.

#### العودة
في وقت لاحق، تم الكشف عن سبب قدوم غودفري إلى الأرض. لأستعادة كسرة الفوضى، وهي بلورة قوية كانت تنتمي في السابق إلى دارك سايد التي كشفهاراس كانت مخبأة داخل التابوت الذي صنعه لداميان. بعد الكشف عن توقيع أثر للجزء الذي يأتي من داخل جثة داميان، يهرب غودفري مع جثة داميان إلى أبوكاليبس، على الرغم من المساعدة من فرقة العدالة. يغضب، باتمان مرة أخرى ويتعهد بأسترداد جثة أبنه.
يدخل باتمان ويصل إلى برج المراقبة الخاص بفرقة العدالة لأستخدام المظهر غير المستقر المعروف بأسم درع «وطواط الجحيم» Hellbat الذي صممه باتمان بنفسه وأعضاء فرقة العدالة للتهديدات واسعة النطاق. ثم يقوم بتنشيط أنبوب الانفجار إلى الموطن الأم لدارك سايد، أبوكاليبس، لأستعادة جثة داميان. ينجح باتمان بأسترداد ابنه جثة أبنه ويعود هو وفريق عائلته إلى الأرض عن طريق أنبوب الانفجار مباشرة إلى كهف الوطواط بعد أن نجح في الإفلات من براثن دارك سايد والباراديمونز التابعين له. بعد هذا، يستخدم باتمان كسرة الفوضى على جثة أبنه، الذي كان يملؤه جزاء أوميغا لدارك سايد. مع باتمان يواجه خيارين أما إحياء داميان أو والديه، وأختار أبنه، ومنح داميان القيامة الحقيقية. ويقوم داميان بأحتضان باتمان، وينهار باتمان من الإرهاق.
ومع ذلك، قبل أن يتمكن الفريق من الأحتفال، لم يكن أنبوب الانفجار المستخدم في العودة إلى الأرض مغلقاً، يصل كاليباك أبن دارك سايد ويهاجم الفريق. خلال المعركة، يهزم كاليباك الفريق حتى الموت، عندما فجأة داميان يطرح كاليباك بلكمة قوية؛  وأكتشف بأنه بسبب كسرة الفوضى أكتسب قدرات فوق طاقة البشر. بينما يحارب داميان كاليباك، يتحكم باتمان عن بعد في جناح الوطواط ويرسله إلى كاليباك، ويعيده من خلال أنبوب الانفجار ثم يغلق البوابة. ثم يجتمع داميان مع والده وفريقه من العائلته. في أعقاب ذلك، يتم أختبار داميان من قبل باتمان حول كيفية التحكم في قدراته الجديدة في مجال الطاقة قبل أن يعود داميان إلى دور روبن. وبمساعدة من فرقة العدالة، يكتشف باتمان أن قوى داميان الجديدة لا تدوم، وسوف يعتمد في النهاية على قدراته الطبيعية مرة أخرى.

#### روبن: ابن باتمان
بعد أحداث باتمان: نهاية اللعبة التي أسفرت عن أختفاء بروس واين، داميان، كروبن، ينطلق في رحلة عبر العالم لصياغة مصيره الخاص والتكفير عن جميع أخطائه في سلسلته الخاصة، بعنوان روبن: أبن باتمان. على طول رحلته، عبر مسارات مع رأس وتاليا الغول، ديثستروك، وشخصية جديدة تدعى مايا دوكارد، أبنة الشرير في وقت متأخر، لا أحد. يلعب داميان دورًا معينًا في باتمان وروبن أبدي عندما تندفع عائلة الوطواط ضد الأم، وهي امرأة قاسية تعتقد بأنها يمكن أن تجعل أطفالها أقوى من خلال تعرضهم لصدمات شديدة. بالعودة إلى مساعدة زملائه من الروبينز ومع وصول الأزمة إلى نهايتها، يساعد داميان ديك وجيسون وتيم على أستعادة الثقة في أنفسهم بعد أن تقضي الأم على جهودهم الأولية ضدها من خلال التذكير بمحادثة أجراها مع بروس حيث أشار بروس إلى أنه فخور بكيفية أن ثلاثة من الروبينز الآخرين لديهم نقاط قوة مختلفة، بروس يريد أن يجد شركاؤه طرقهم الخاصة بدلاً من أتباع نموذجه الخاص بشكل أعمى.
كما أن داميان لاعب رئيسي في حدث حرب روبن، حيث يقوم العميل 37 (ديك غرايسون) والقلنسوة الحمراء وروبن الأحمر بتنظيم عصابة شوارع تدعى «روبينز» لهزيمة محكمة البوم بمساعدة مترددة من جيم غوردون، الذي هو الآن باتمان. في ذروتها، تتلاعب المحكمة بداميان للأنضمام إليهم حتى يتمكنوا من أستخدامه لتوظيف العميل 37. ينضم ديك من أجل إنقاذ داميان وإنهاء الحرب. في أعقاب ذلك، يشكل روبن شراكة غير محتملة مع والدته تاليا.

### دي سي الولادة الجديدة
كجزء من دي سي الولادة الجديدة، ورد داميان في ثلاثة عناوين: مراهقو التايتنز, حيث يصبح قائد الفريق من أجل هزيمة رأس الغول وينجح روبن الأحمر (تيم دريك) كقائد، الأبناء الخارقون, يشاركون مع جون كينت أبن سوبرمان والفتى الخارق الجديد وجناح الليل، حيث يكون له دور مساند.
في يوم عيد ميلاده الثالث عشر، أستقبل داميان رزمة من جده رأس الغول، التي تحتوي أبو حناء (روبن) ميت. بعد لقاء مع أمه تاليا، يكتشف بأنه تحذير من أبنة عمه مارا الغول، التي أختارته فريستها كجزء من طقوس البدء التي يجب عليها القيام بها من أجل الأنضمام بشكل صحيح إلى عصبة القتلة. أصبحت مارا زعيمة لمجموعة تعرف بأسم قبضة الشيطان، والتي كان من المفترض أن يقودها داميان، لكنها أصبحت لها عندما أختار مغادرة العصبة. هم أيضاً أختاروا أهدافاً يجب عليهم تعقبها من أجل الصعود إلى العصبة. يقرر داميان جمع أهداف الشياطين الأخرى لتشكيل مراهقو التايتنز. وهذا يشمل ستارفاير، بيست بوي ورايفن وكيد فلاش.

## المهارات والقدرات
بعد أن تم تدريبه من قبل عصبة القتلة منذ ولادته، كان داميان بالفعل خبيراً في فنون القتال وفي أمتلاك مجموعة واسعة من الأسلحة. على الرغم من صغر سنه، فقد أستولى داميان على مقاتلين مدربين مثل تاليا الغول، والقلنسوة الحمراء (جايسون تود)، وروبن الأحمر (تيم درايك)، والجوكر، وغيرهم. كما تم تدريبه في تخصصات الطب الشرعي، والألعاب البهلوانية، وعلم الجريمة، والتخفي والهروب. يتمتع داميان بالمهارة في محاكاة الأصوات وأنماط الكلام للآخرين بدقة، حيث كان قادراً على تقليد أصوات والده وتيم دريك من أجل تجاوز أنظمة أمن التعرف على الصوت في كهف الوطواط. يظهر داميان بأن لديه مهارات هندسية متقدمة للغاية، حيث كان قادراً على إكمال خطط والده لبناء سيارة الوطواط الطائرة، التي وصفها ألفريد بأنها «مصدر لا نهائي للإحباط لأب داميان». كما أن داميان رجل أعمال قادر على الرغم من صغر سنه، حيث شارك في واين إنتربريسز وأعضاء مجلس إدارتها. كما تم تدريبه على العديد من الأسلحة كما هو موضح في حدث الليلة الحالكة. يمتلك داميان قوى خارقة شبيهة بقوى سوبرمان بعد قيامته، رغم أن هذا لم يدم طويلاً. ومع ذلك، يظهر بأنه يمتلك قدرات وصلاحيات الشفاء في المستقبل.

## المظهر
بعد سرقة سترة روبن جايسون تود وقناع من قضيته التذكارية، كان مظهر داميان غير الرسمي كروبن يرتديه على بدلة سوداء وبيضاء مع غطاء للرأس ورداء. ويحمل زوجًا من مفاصل نحاسية، أدرجها كجزء من هذا الزي، وكان يحمل سيفًا أيضًا.
بعد أن صدق ديك غرايسون دور داميان رسمياً بأسم روبن، بينما تم الإبقاء على سترة روبن القياسية، أستعيض عن بدلة الجسم ببدلة نجاة سوداء، رداء رمادي مع «غطاء رأس» أصفر الذي يمنحه القدرة على الطيران الشراعي، قناع أسود مع واحد أخضر، وحزام مرافق أكبر حجماً لحمل المزيد من الترسانة والأدوات، وغطاء أسود، وقفازات وأحذية خضراء مرنة.

## إصدارات أخرى
الأستمرارية الحالية أشارت إلى مستقبل أبن بروس وتاليا.
- في دي سي مليون (1999)، الذي كتبه غرانت موريسون، يشير باتمان من القرن 853 إلى معركة فارس الظلام مع ذو الوجهين الثاني، والتي تصور باتمان #700 (2010) مع داميان واين.[52]
- في مراهقو التايتنز المجلد. 3 #18 (2006)، عندما تم نقل مراهقو التايتنز 10 سنوات في المستقبل، تم تصوير مقبرة مليئة بحلفاء باتمان والأشرار المتوفين. مكتوب في أحد الشواهد "Ibn al Xu'ffasch" وهو ما يعني «ابن الخفاش» في اللغة العربية.[53]
- باتمان #666 (2007) ملامح تجسد داميان واين الكبير كـباتمان. يأخذ العباءة بعد أن كان غير قادر على إنقاذ باتمان من القتل. داميان باتمان أكثر قتامة من والده، وأكثر أستعداداً لإصابة وقتل المعارضين إذا رأى أنه من الضروري القيام بذلك (على الرغم من أنه ذكر أنه وعد والده بعدم القتل). يضع قاعدته أسفل برج واين، مما يشير إلى أنه ورث موارد العائلة. لديه أيضاً قطة حيوان أليف أسماه ألفريد. يبدو أنه طوّر منافسة مع المفوّضة باربرا غوردون (التي تدين بشدة تصرفاته، مدعية أنه مسؤول عن وفاة شخص قريب منها) ويمتلك شكلاً من أشكال القدرة الخارقة للطبيعة؛ الأكثر وضوحاً، والقدرة على شفاء الجروح الكارثية في لحظات. ومن الواضح أنه في هذا المستقبل المحتمل، عقد داميان صفقة حرفية مع الشيطان: روحه مقابل الخلود الذي شعر أنه بحاجة لحماية غوثام. يعلم داميان بإنه لا يمكنه أن يضاهي أسلافه، بروس واين وديك غرايسون، لكنه يعوضها عن طريق «الغش» كما يسميه. من خلال وضع الأفخاخ المتفجرة في جميع أنحاء المدينة (معظمها المباني البارزة)، حول داميان غوثام نفسها إلى سلاح. إلى أبعد من ذلك في هذا المستقبل في باتمان #700 شوهد يرشد تيري مكغينيس ليأخذ عباءة باتمان. أستمرت هذه الأستمرارية في المجلد باتمان إنكوربوريتد. 2 #5 (2012)، ينطوي عليه إنقاذ طفل من الطاعون الجوكر.[54][55] تواصل باتمان وروبن السنوي المجلد. 2 #1 (يناير 2013) أستمرارية المقدمة في المجلد باتمان. 1# 666. القصة الوحيدة الجديدة التي يبلغ عددها 52 والتي تحمل هذه النسخة من زي باتمان هي باتمان وروبن السنوي المجلد. 2 #1. يُظهِر غلاف هذه الطبعة نسخة داميان واين من باتمان وفكرة مدينة غوثام التي أشتعلت فيها النيران، والتي ظهرت في قصص سابقة مع هذا الإصدار من باتمان. كما يضم العد تيتوس، كلب داميان، أعطاه والده في باتمان وروبن. 2 #2 (نوفمبر 2011). ومع ذلك، فإن القصة السنوية لا تحتوي على داميان كبير، وبدلاً من ذلك، يحارب داميان حاليًا الجريمة في نسخة أصغر من ملابس باتمان المستقبلية. مؤلف داميان المشارك أندي كوبرت هو كاتب ومؤلف لقصّة تكشف كيف كان سيصبح باتمان إذا لم تحدث أحداث الفلاشبوينت الحالية والـ 52 الجديدة اللاحقة. هذه السلسلة من أربعة أجزاء محدودة بعنوان داميان: أبن باتمان من قبل كوبرت يشرح كيف يمكن أن يكون قد أقترب في المستقبل القريب لو لم يقتل داميان. تتم الإشارة إلى باتمان #666، مثل معرض الحتالين الجدد. يكشف العدد الأول عن أن داميان قد بدأ السعي للقضاء على كل مجرمي غوثام الذين أعلنوا مسؤوليتهم عن موت باتمان، على الرغم من أن السبب الحقيقي هو فخ تم تعيينه على ما يبدو من قبل الجوكر. في نهاية العدد الأول، يتبين بأن بروس واين لا يزال على قيد الحياة. في العدد الثاني، من المعروف أن باتمان الذي توفي كان، في الواقع، ديك غرايسون. على الرغم من أن هذه الأحداث تحدث في أستمرارية يفترض أنها منفصلة عن الـ52 الجديدة، إلا أنها تحتوي على ختم على غلاف كل قضية بعنوان «الـ52 الجديدة!» كما تفعل معظم الكوميكس التي تجري في قانون الـ52 الجديدة.[56]
- سوبرمان/باتمان #75 عرض داميان واين كما ظهر في باتمان #666 و #700 مع كونر كينت، الذي هو الآن سوبرمان. على عكس والده وسوبرمان الأصلي، يبدو أن داميان على خلاف تام مع سوبرمانت بسبب نهج داميان العنيف مثل باتمان. يُظهر العدد #80 أيضاً داميان كباتمان وسوبرمان آخر: سوبرمان الثاني من المستقبل.[57]
- تظهر فرقة العدالة: الجيل المفقود #14 مستقبلاً بديلاً آخر لدميان واين، هذه المرة على مدار أكثر من 100 عام في المستقبل، حيث قام ماكسويل لورد بإنزال البشرية في حرب ميتاهومانية ضخمة. هنا، يخدم داميان وصاحبه، والقلنسوة الحمراء (توماس غرايسون) في تجسيد جديد للفرقة العدالة، مكرسة لتدمير جيش اللورد من OMACs. ومن المفهوم ضمناً أن داميان تمكن من البقاء والحفاظ على طول عمره عن طريق أخذ حمامات متكررة في ينبوع لازاروس.[58]
- في قصة عالم الروعة, أدرك داميان واين وجود الصيادة (هيلينا واين)، أبنة باتمان والمرأة القطة النازحة من الأرض-2 وجاء الاثنان ليعتبر كل منهما الآخر أخًا وأختًا، محترمين من تماسك كل منهما والذكاء والبراعة القتالية. زارت هيلينا وصديقتها «باور غيرل» قبر داميان وأصبحت «أخته» البديلة في الكون مستاءة من موت «شقيقها».
- على الأرض-16 من كون دي سي المتعدد، داميان واين باتمان الآن، يفترض بعد وفاة والده، في حين أن كريس كنت قد تولى عباءة سوبرمان. ومع ذلك، في الوقت الذي حوّل فيه سوبرمان وباتمان والمرأة المعجزة هذا العالم إلى مدينة خيالية أفتراضية، فإن الجيل الثاني من «الأبطال الخارقين» التابعين له ليس لديهم الكثير ليفعلوه بصرف النظر عن المشاركة في إعادة سن تاريخية لمعاركهم في يوم المجد. ينخرط داميان هذا مع أليكسيس لوثر، أبنة ليكس لوثر، التي تنتهي بخيانته.[59]
- داميان واين وارد أيضاً في مقدمة الكوميكس للعبة الظلم: الآلهة بيننا. في العام الأول، يثني داميان، كروبن، على أعمال سوبرمان الأخيرة، خاصة في قتل الجوكر. ويشعر أن والده هو نفسه بارع وعنيف للغاية، فهو يتعامل مع طريقة سوبرمان الأكثر قوة للحصول على السلام العالمي ويحذره من رغبة باتمان في وقف خطط سوبرمان بسجن نزلاء مصحة آركام. بعد أن بدأت هارلي كوين أعمال شغب داخل المصحة، يتعرض روبن لهجوم من قبل سولومون غروندي، ولكن يتم إنقاذه من قبل جناح الليل وسوبرمان. مع أستمرار أعمال الشغب، يقتل روبن ديك غرايسون عن غير قصد عندما يلقي أحد أعواده في رأسه، مما يؤدي إلى سقوط جناح الليل وكسر عنقه على قطعة من الركام. لهذا الفعل، باتمان يتبرأ من داميان في حين أن سوبرمان يهدئه، فهم أن موت ديك كان حادثًا. أصبح روبن لاحقًا أول شخص يستخدم حبة ليكس لوثر الجديدة الخارقة ويذهب إلى كهف الوطواط للأعتذار إلى باتمان. ومع ذلك، فإن الطرفين في نهاية المطاف يتجادلان، وبعدم معرفة لقوته الخاصة، داميان يطرح بطريق الخطأ ألفريد في حاسوب الوطواط في نوبة من الغضب ويؤدي إلى سحق ألفريد تقريباً. تصل هاوك غيرل لتأخذ داميان إلى برج المراقبة، ولكن داميان يدرك أن «هاوك غيرل» هي في الواقع المريخي الصياد ويرمي كهف الوطواط بالنار من أجل الهروب، ويسرق زي جناح الليل وهو هارب. في السنة الخامسة، يمر داميان بأزمة هوية: فهو يريد أن يكون شخصه خاص، لكنه يشعر أنه ترك ظل باتمان لمجرد الإقامة في سوبرمان. في لقاء مع ألفريد في كهف الوطواط يترك داميان محتاراً فيما إذا كان سوبرمان سيخسر الحرب لأنه، على عكس باتمان، يحكمه الخوف. لقاء لاحق مع المرأة القطة وهارلي كوين يعطيه أيضاً نظرة ثاقبة، كما دافعه الأول لعمل هويته الخاصة. يذهب داميان فيما بعد إلى بلادهافن لإلقاء القبض على المجرمين الهاربين، ولكن في النهاية يُهزم. غير معروف له، يتم أنقاذه من قبل المتوفى ديك غرايسون، ديدمان الجديد، الذي يدعو لتقديم المساعدة. بعد ترك داميان زي جناح الليل، يراقب ديك في الوقت الذي ينمو فيه داميان إلى سوبرمان، ليحقق التأثير الذي يملكه الآن سوبرمان الفاسد في داميان. في وقت لاحق، يزور داميان ألفريد في عيد ميلاده، ليجد أنه قتل على يد فيكتور زاسز. لم يدرك داميان أن سوبرمان استأجر زاسز لقتل ألفريد، ثم قام بعد ذلك بقتل المجرم في زنزانته. خلال السنة الخامسة من السلسلة السنوية والمتمثلة، ترك داميان مسئولاً عن مراقبة كهف الوطواط إلى أن تم تجريفه من أي مواد مفيدة وتدميره بالكامل. غير معروف لأي شخص، داميان قد أحرق بعض من عُزبة واين كطريقة للنأي بنفسه عن ماضيه.
- في سلسلة دي سي الولادة الجديدة  باتمان بيوند، خلف داميان جده كرأس الغول الجديد. وهو أيضاً في صراع مباشر مع تيري ماكجينيس، الذي يعتبره متظاهرًا أدنى مرتبة من إرث باتمان. تكشف ذكريات الماضي أن داميان كان أول من أرتدى ما سيصبح بذلة الوطواط لتيري، حيث أرتداها لمواجهة هجوم جماعي من قبل عصبة القتلة بعد أن تقاعد بروس رسمياً كباتمان، لكنه غادر غوثام بعد أنتهاء المعركة، حيث عكس بروس في إدراكه أثار هذا الهجوم لأنه عرف أن قوة البذلة ستقود داميان إلى جده بدلاً من والده.
- ظهر نظير بيزارو من داميان، أسمه روبزارو، أول ظهور له في الجزء الرابع من قصة «بويزارو إعادة-الموت».[60] روبزارو كان عضواً في صبيان بيزارو، جنباً إلى جنب مع بويزارو. تأثر أسم الفريق وأسماء الشخصيات بالمشجعين على الشبكات الأجتماعية.
- [61]
- توجد نسخة من داميان واين في فارس الظلام: ميتال. ينحدر هذا الإصدار من الأرض-سالب-22 من الكون المتعدد المظلم. باتمان الضاحك، وهو نسخة من باتمان من هذه الأرض، يدفع داميان لفضح نفسه بنفس النوع من سم الجوكر، الذي تعرض له باتمان عندما قتل الجوكر. سافر مع والده إلى الأرض-0، وتسبب في مشاكل لمقاومة غوثام، مراهقو التايتنز، والفرقة الأنتحارية. وقد قُتل على يد نظيره من الأرض-0 باستخدام السهم المعدني للسهم الأخضر - وهو أحد المعادن العشر التي يمكن أن تقتل أي شخص من الكون المتعدد المظلم.

## في وسائل الإعلام الأخرى

### التلفاز
- داميان واين يظهر في التلفاز للمرة الأولى في باتمان الجرأة والشجاعة حلقة «فرسان الغد!», مع روبن عبر عنه باتريك كافانو وباتمان عبر عنه ديدريخ بادر. هذا الإصدار هو صارم غادر بلد نظيره الأصلي: لا يزال والده باتمان (بروس واين) ولكن والدته هي المرأة القطة (سيلينا كايل), لا يحمل أي نية للقتل على الإطلاق ويعمل أكثر بكثير مثل والده ويشبه زي تيم زي تيم دريك روبن الثاني. يصور في البداية على أنه متردد في أتباع خطى والده، يخبر والديه أنه لا يريد منهم أن يرسموا حياته بأنفسهم. ولكن بعد مقتل والديه من قبل جوكر الأبن. يأخذ داميان عباءة روبن ويقاتل إلى جانب باتمان (ديك غرايسون). في نهاية المطاف، يقوم الاثنان بإحضار جوكر الأبن والجوكر الأصلي للعدالة وإنقاذ غوثام من هجوم بالغاز السام. يظهر أن داميان يستمر في محاربة نادي الأوغاد، وفلامنغو والبروفيسور بيج. تنتهي الحلقة مع ديك يمرر عباءة باتمان إلى داميان ويظهر يصارع الجريمة مع طفلة خاصّة كروبين الجديد. يُرى الزوجان وهما يقاتلان المسوخ من عودة فارس الظلام، وهي إشارة تم تأسيسها بشكل أكبر من خلال شبح روبن الجديد إلى روبن (كاري كيلي) من ذلك الكوميكس. يتضح في النهاية أن أحداث الحلقة كانت جزءًا من كتاب ألفريد بيني وورث «فرسان الغد». أستندت هذه الحلقة إلى قصة كوميكس من العصر الفضي حيث تزوج باتمان من كاثي كين وأبنهما بروس الابن[62]
- في أبطال التايتنز إنطلقوا!حلقة «حولية الجنون»، يظهر أسم داميان في الكتاب السنوي لستارفاير، ويطلب منها الأتصال به إذا لم تنجح الأمور مع روبن.
- داميان يظهر في ثانوية سوبر غيرلز الموسم 5 حلقة «أختطاف»، التي عبرت عنه غراي ديلايل.

### الأفلام
- داميان واين يلعب دوراً رئيسياً في فيلم أبن باتمان, عبر عنه ستيوارت ألان.
- كما يظهر في باتمان ضد. روبن كتتمة لأبن باتمان مع ستيوارت ألان.
- داميان يظهر في باتمان: الدم الفاسد، تتمة ابن باتمان و باتمان ضد روبن يضم المرأة الوطواط مع ستيوارت ألان يلعب دوره. أستنساخه، هيريتيك (عبر عنه ترافيس ويلينغهام)، يظهر كخصم.
- داميان يظهر في فرقة العدالة ضد مراهقو التايتنز, تتمة فرقة العدالة: الحرب و فرقة العدالة: عرش أطلنطس مع ستيوارت ألان يلعب دوره. على الرغم من أنه متردد في الأنضمام إلى التايتنز، فهو يصادقهم، يجازف بحياته الخاصة لمساعدتهم على توقيف تريغون.[63]
- داميان يظهر في أبطال ليغو دي سي كوميكس الخارقين: فرقة العدالة: أختراق مدينة غوثام, لعب دوره سكوت مينفيل.
- داميان يظهر في باتمان دون حدود: ميك ضد المتحولين، عبر عنه لوسيان دودج.[64]
- داميان يظهر في فيلم مراهقو التايتنز: عقد يهوذا، مع ستيوارت ألان يلعب دوره. ويواجه تحديات مثل مطارد من قبل ماضيه عندما يعود ديثستروك ليستخدم تيرا كبيدق لجلب التايتنز إلى أخ الدم.[65]
- نسخة اليابان الإقطاعية من داميان كروبن يظهر في فيلم الأنمي باتمان نينجا,[66] عبر عنه يوكي كاجي في اليابانية ويوري لوينثال في اللغة الإنجليزية.
- داميان واين يجعل ظهوراً غير ناطق في موت سوبرمان حيث هو وعائلته يقفون وقفة حداد في عُزبة واين مانور بسبب زوال سوبرمان الظاهري.

### ألعاب الفيديو
- داميان واين (روبن) هو شخصية قابلة للعب في ليغو باتمان 2: أبطال دي سي الخارقين, عبر عنه تشارلي شلاتر. كان مدرج في حزمة الأبطال الطلب المسبق الحصرية لـ Amazon.com و EB Games.
- في سكريبلناتس أنماسكيت: مغامرة دي سي كوميكس, يمكن لماكسويل تكوين فريق مع داميان واين نسخة روبن لهزيمة هارلي كوين والقرين في بيت المرح التابع للجوكر.
- في الأزمة اللانهائية، داميان واين هو روبن من كون «الكابوس» يظهر كأحد «الأبطال» المتاحين، عبر عنه جيمس آرنولد تايلور.
- داميان واين يظهر كشخصية قابلة للًعب في دي سي التحرر.
- داميان واين (روبن) شخصية قابلة للًعب في ليغو دي سي سوبر-فيليان، عبر عنه مرة أخرى عن طريق ستيوارت ألان.

#### الظلم
- داميان واين يظهر كشخصية قابلة للًعب في الظلم: الآلهة بيننا، عبر عنه نيل ماكدونو. هذا التجسد الأقدم والعنيف هو نسخة البعد البديل لـجناح الليل.[67] عضو في نظام سوبرمان، شوهد لأول مرة يرافق هاوك غيرل وجنود النظام في الهجوم على مخبأ عشيرة الجوكر. وهزم كلاهما من قبل الجوكر وتراجع عندما يصل باتمان للتمرد وأعضاء فرقة العدالة معه. عندما يحارب جناح الليل والمرأة القطة باتمان والسهم الأخضر، يحاول السهم الأخضر التفكير مع جناح الليل، ظناً أنه ديك غرايسون. يجيبه جناح الليل بأنه ليس ديك غرايسون، وباتمان يكشف عن أسمه الحقيقي. يعترف داميان بكونه أبن باتمان، لكنه يقول إن سوبرمان كان شخصية أب أفضل. يعيد باتمان ذلك بقوله أنه «توقف عن كونه أبنه» عندما قتل داميان ديك، الذي يعتبره أبنه الحقيقي. بعد هزيمة باتمان، أخبر والده داميان بأن أبنه «ميت بالنسبة له». وشوهد داميان فيما بعد مع النظام يشارك في المعركة النهائية ضد المتمردين. بعد فوز سوبرمان على نظام سوبرمان، كان داميان من بين أعضاء النظام الذين أعتقلتهم فرقة العدالة. في نهاية داميان واين، يبدأ جناح الليل في تحدي أي شخص يعبر في طريقه. رؤية قدرته على إلهام الخوف، يتم أختيار جناح الليل من قبل خاتم الطاقة الصفراء وتجنيده في فيلق سينسترو.
- داميان واين يظهر كشخصية قابلة للًعب في الظلم 2, الآن في كل من روبن وجناح الليل شخصية وعبر عنهما سكوت بورتر.[68] في وضع قصة اللعبة، تظهر اللقطات الماضية أن داميان قد أنضم إلى سوبرمان عندما وصل هو وباتمان إلى آركام لإيقاف سوبرمان من إعدام سجانيه، ويقتل فيكتور زاسز لإظهار ولائه لوالده. كما أنه يعيد ترتيب الجدول الزمني للأستمرارية عند قتل داميان لزاسز. عندما ينفصل هو وبقية النظام عن السجن، ومع ذلك يطلقه باتمان في البداية لتحالف مؤقت ضد برينياك، يحاولون مساعدة سوبرمان في أستعادة سلطاته سراً أثناء الأزمة ولإقناع الفتاة الخارقة بأن ما يقومون به على حق، ولكن الفتاة الخارقة تكتشف ما كان النظام يعمل لمدة خمس سنوات مع قلب مكسور. في نهاية اللاعب-الوحيد لداميان واين، يضحي باتمان بنفسه ليحمي داميان، مما يسمح لأبنه بتسديد الضربة النهائية إلى برينياك. الآن مع تقدير ما يعنيه رمز عائلتهم بحق، يقرر داميان الأستمرار في إرث والده كباتمان الجديد.

### المتنوعة
تظهر نسخة الأستمرارية المنتظمة لداميان واين في باتمان: الشجاعة والجرأة. في هذه القصة، يستدعي فانتوم سترانجر الروبينز من جميع الفترات الزمنية لإنقاذ حياة باتمان. عندما يتقدم جناح الليل ليقود الروبينز، يعرب داميان عن دعمه، ويشار إلى شراكتهم كباتمان وروبن في المستقبل. في وقت لاحق، عندما تواجه المجموعة عصبة الظلال، يأمرهم داميان بالوقوف. عندما يهاجمون على أي حال، يدرك داميان أنهم لا يعترفون به في الماضي. في مرحلة ما، يهدد جايسون تود بالقول إنه يعرف مصير جايسون ويعرض عليه تحقيق ذلك في وقت أقرب إذا أستمر في التسبب في مشاكل، مشيرا إلى موته في الكوميكس. يلاحظ جناح الليل بأن داميان يحارب بقوة، ولكن يضرب بدقة «كجراح».